# Црква Светог Василија Острошког у Новим Бановцима
Црква Светог Василија Острошког је српска православна црква која се налази у насељу Нови Бановци у 
општини Стара Пазова и припада Епархији сремској.

## Историја
По благослову епископа Василија Вадића основана је парохија Епархије сремске, у Новим Бановцима 1991. године.
Темеље храма је освештао епископ Василије 28. августа 1992. године, благословио је почетак градње цркве, по нацртима архитекте Милета Зеца и грађевинског инжењера Марка Бабића у византијском стилу. Из манастира Острог са поклоничког путовања, донет је камен који је обрађен и уграђен изнад улазних врата на западној страни храма. Захваљујући издашним донацијама мештана Нових Бановаца, спољашња страна цркве је завршена. 
Црквена звона су освећена и постављена 29. марта 1998. исте године, 16. септембра на куполи храма постављен је крст.
При храму је активно Црквено пјевачко друштво „Острог” (Нови Бановци).
Дана 4. августа 2022. храм је неко оскрнавио. Црвеним спрејом је повучена линија по фасади око целе цркве, а на олтарском делу је постављен знак питања (?). На уличним кантама за отпатке, код цркве, је истом бојом ћирилицм написано ЛОБАЊЕ.

## Унутрашњост храма
Иконостас, заједно са певницама израдио је Милован Булатовић, а осликао Раде Сарић. На Велики петак 2014. године, у храму jе постављен и освећен монументални, оковани, дрвени крст. Живопис је, скоро у целој цркви, рад Михајла Ђембера. Мотиви су сликани на платну у атељеу, а затим би се лепили на зидове храма, на већ припремљеној зеленој и плавој подлози на зидовима. У простору где хор поје на литургијама, на западном зиду храма, његов рад је и приказ Успења Пресвете Богодорице, док је полукружни свод у том простору, као и зидови уз степенице до тог горњег дела цркве, најдуже остао неживописан. Од лета 2023. на том послу ради други живописац, ђакон Никола Лубардић из Београда, који је претходно радио на живописању српске православне капеле у Маутхаузену. У хорском делу цркве се осликавају сцене Богородичиних празника, а сликарска техника је, традиционално, диретно сликање на зиду.

## Свештеници
Свештеници који су служили и служе у 3 парохије при овој цркви:
- Јереј - Витомир Тодоровић (1992—1995), касније одлази у Бач.
- Протојереј-ставрофор - Симо Вишекруна (1995.—2012.). Раније је био једини свештеник у овој цркви и старопазовачки архијерејски намесник.[4] Умро је 13. јануара 2023.[5]
- Јереј - Душан Вишекруна. Након краће службе у овом храму, премештен у Руму, где је данас протонамесник.
- Јереј - Александар Класнетић (2012.—). Неколико година након овог храма је служио у Инђији у храму Св. цара Константина и царице Јелене. Данас је један од три активна свештеника при овом храму. [6]
- Старешина храма, свештеник - Бранислав Џомбић.
- Јереј - Александар Маџаревић. Ранија црквена служба је била у Новој Пазови, а затим у Сурдуку.

## Галерија
- Живопис Светог Василија Острошког, над главним, западним вратима храма. Камен са натписом 1996. је са Острога
- Табла код улаза у храм
- Табла у припрати са именима великих добротвора
- Гроб великог добротвора храма, Милана Котарца
- Гроб великог добротвора храма, Милана Котарца
- Гроб свештеника Симе Вишекруне у чије време је изграђен православни храм у Новим Бановцима